# Dansekat
Dansekat (på engelsk UniKitty!) er en amerikansk animeret tv-serie produceret af The Lego Group og Warner Bros. Animation for Cartoon Network og handler om karakteren af samme navn fra The Lego Movie (2014).  Serien blev annonceret den 10. maj 2017.  Ved San Diego Comic-Con i 2017 bekræftede producenten  Ed Skudder at serien skulle have premiere på Cartoon Network på nytårsdag 2018. 
I Danmark blev serien udsendt på Cartoon Network.